# Daskalio (Nafplio)
Daskalio (griechisch Δασκαλειό = Schule) ist eine griechische Insel im Argolischen Golf. Sie liegt etwa 1,5 km südlich von Tolo. Sie ist jedoch von dort nicht zu sehen, da sie hinter der Insel Romvi liegt. Sie ist etwa 370 m lang, etwa 200 m breit und etwa 45 m hoch.
Ab 1686 wurde die Insel von dem venezianischen Vizeadmiral Francesco Morosini befestigt. 1688 wurde die Kirche Kimisis tis Theotokou (Κοίμησης της Θεοτόκου = Mariä Himmelfahrt) auf dem höchsten Punkt errichtet. Sie war wahrscheinlich einst das Katholikon eines Klosters. Im Jahre 1715 wurde die Befestigung durch die Osmanen zerstört und 1718 die Gegend von ihnen in Besitz genommen. Da der Unterricht der griechischen Sprache verboten wurde richteten man auf Daskaleio eine Geheimschule (Κρυφό Σχολειό) ein.
Die Kirche erreicht man heute über eine Treppe, die vom Anleger im Norden in Serpentinen auf den Gipfel führt. Die Kirche ist von einer hohen Mauer umgeben. Über dem Eingang zur Kirche im Nordwesten ist die Jungfrau Maria mit dem Jesus-Kind abgebildet. Dies ist die einzige erhalten Hagiographie aus dem 17. Jahrhundert. Die Malereien im Innern wurden später übermalt. Von der Befestigung sind vor allem im Norden und Westen der Insel noch längere Mauerzüge mit Zinnen erhalten.